# Les Gens d'Angkor
Pour plus de détails, voir Fiche technique et Distribution.
Les Gens d'Angkor est un documentaire franco-cambodgien réalisé par Rithy Panh, sorti en 2003.

## Synopsis
Lors de la restauration du temple d'Angkor appelé le Baphuon, les ouvriers cambodgiens embauchés sur le chantier retracent l’histoire de leur peuple, les Khmers, en assemblant les pierres des bas-reliefs anciens. Dans le même temps, un de ces innombrables petits marchands ambulants qui parcourt le site pour vendre ses petites marchandises aux touristes s’interroge sur son avenir et un paysan, devenu ouvrier par la nécessité de gagner son riz quotidien, se sent dépossédé de sa terre. Des vies, des destinées et des histoires qui se croisent, se rejoignent, et s'éloignent à l’image des pierres que l'on réassemble.

## Fiche technique
- Titre : Les Gens d'Angkor
- Réalisation : Rithy Panh
- Scénario : Rithy Panh
- Pays d'origine :  Cambodge |  France
- Format : couleur
- Genre : documentaire
- Durée : 90 minutes
- Date de sortie : 2003